# Mausolus
Mausolus (tiếng Hy Lạp: Μαύσωλος or Μαύσσωλλος) là vua của Caria (377–353 TCN). Ông đã tham gia vào cuộc nổi dậy chống lại Artaxerxes Mnemon (362 TCN), chinh phục phần lớn Lycia, Ionia và một vài đảo Hy Lạp. Ông cũng đã liên minh với người đảo Rhodes trong cuộc Social War chống lại Athens. Ông đã dời kinh đô từ Mylasa – mảnh đất cổ xưa của các vị vua Caria – đến Halicarnassus.

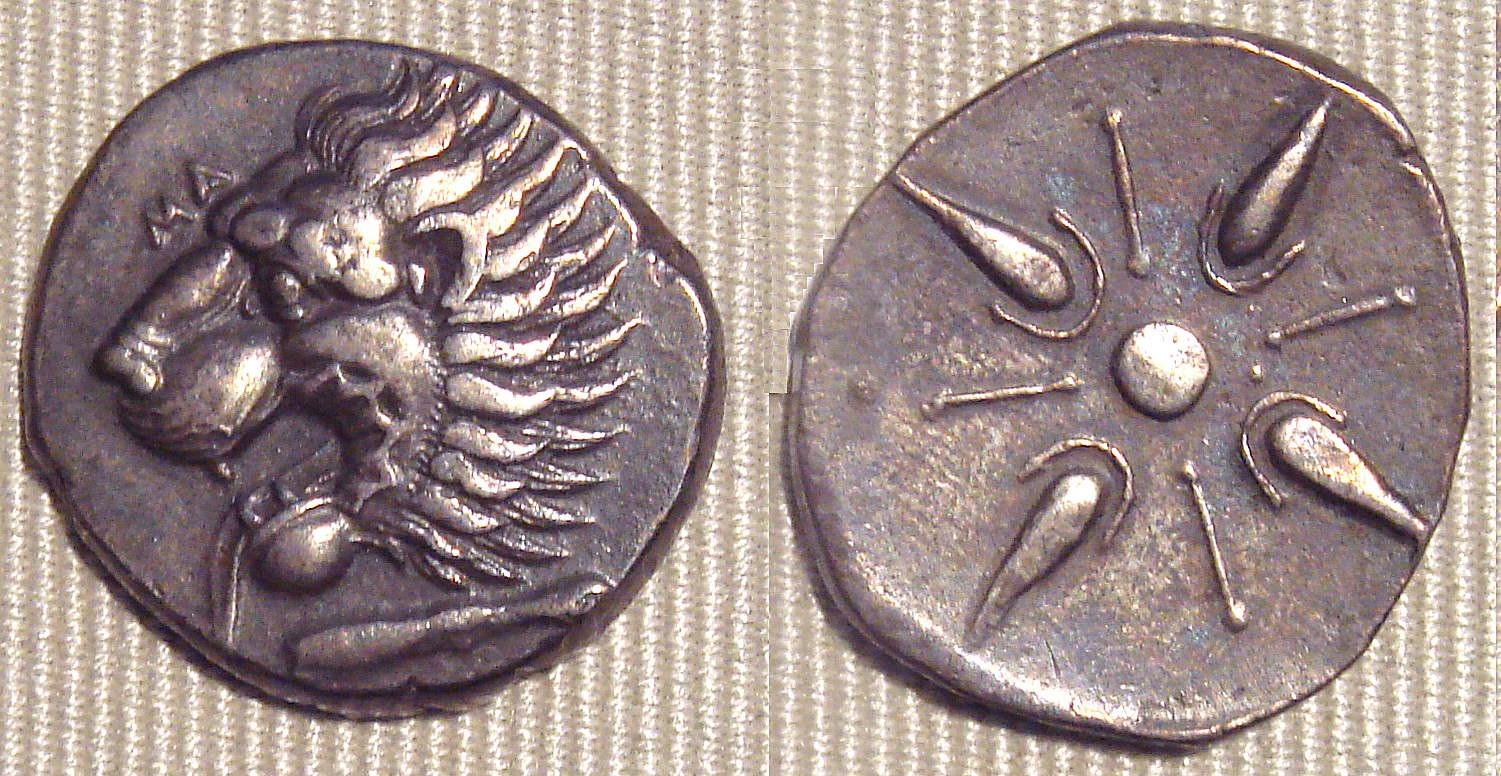
Tetradrachm của Mausolus. Mặt trước là ình một con sư tử, mặt sau là ngôi sao tám cánh.

Ông là con trai cả của Hecatomnus, một người Caria bản địa, là tổng đốc của  Caria khi  Tissaphernes chết khoảng năm 395 TCN. Những người cai trị Caria thuộc dòng tộc Hecatomnids này đều đã tiếp thu nền văn minh Hy Lạp. Mausolus nổi tiếng vì đền thờ vĩ đại của mình lăng mộ của Mausolus (trong tiếng Anh, "lăng mộ" là "mausoleum", bắt nguồn từ tên Mausolus). Lăng mộ này do người chị và cũng là vợ của ông là Artemisia ra lệnh xây dựng. Antipater xứ Sidon đã liệt kê lăng mộ này là một trong bảy kỳ quan thế giới cổ đại.

## Văn chương
- Simon Hornblower: Mausolus, Clarendon Press, Oxford 1982